# Kirche von Tuse

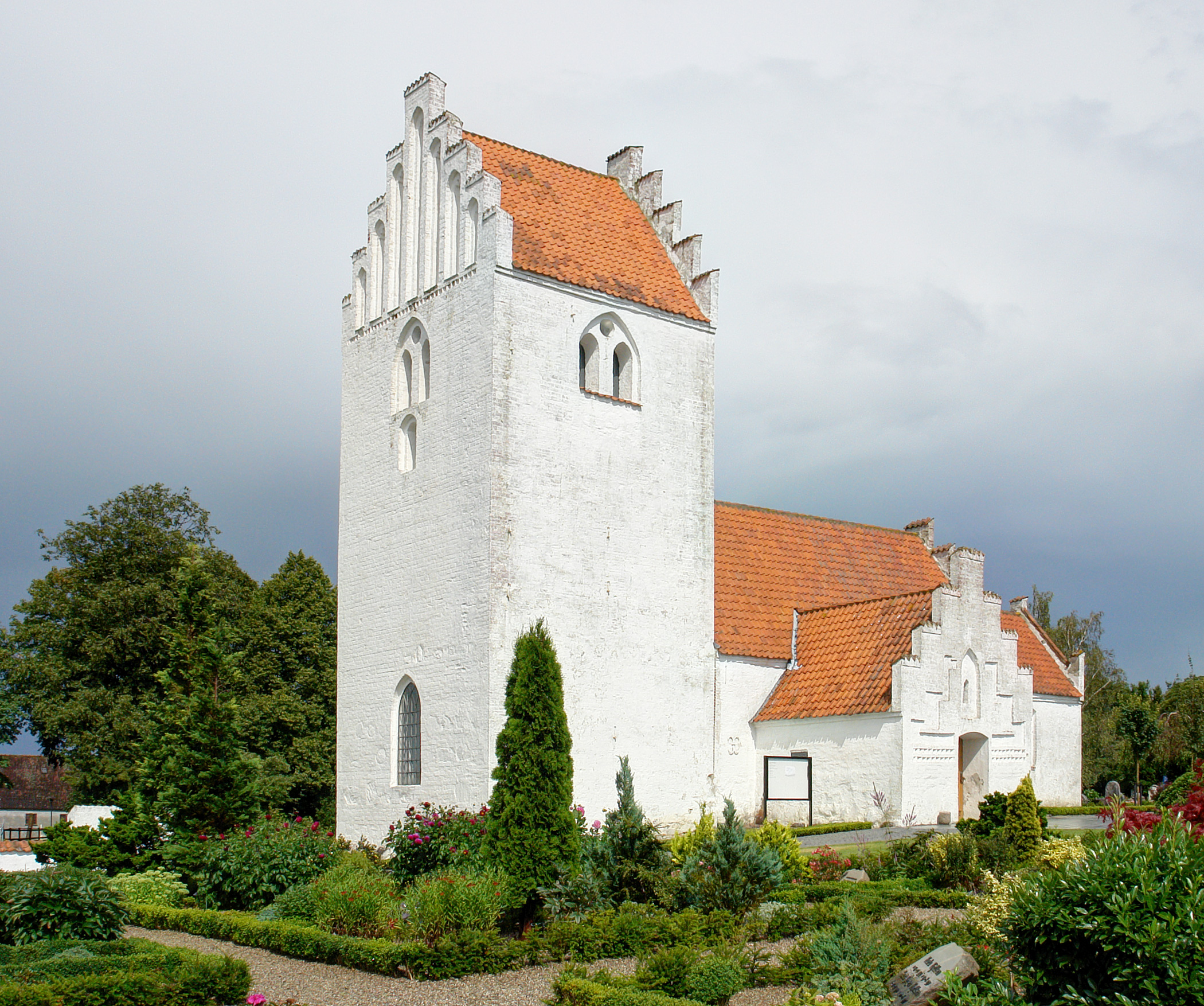
Kirche von Tuse

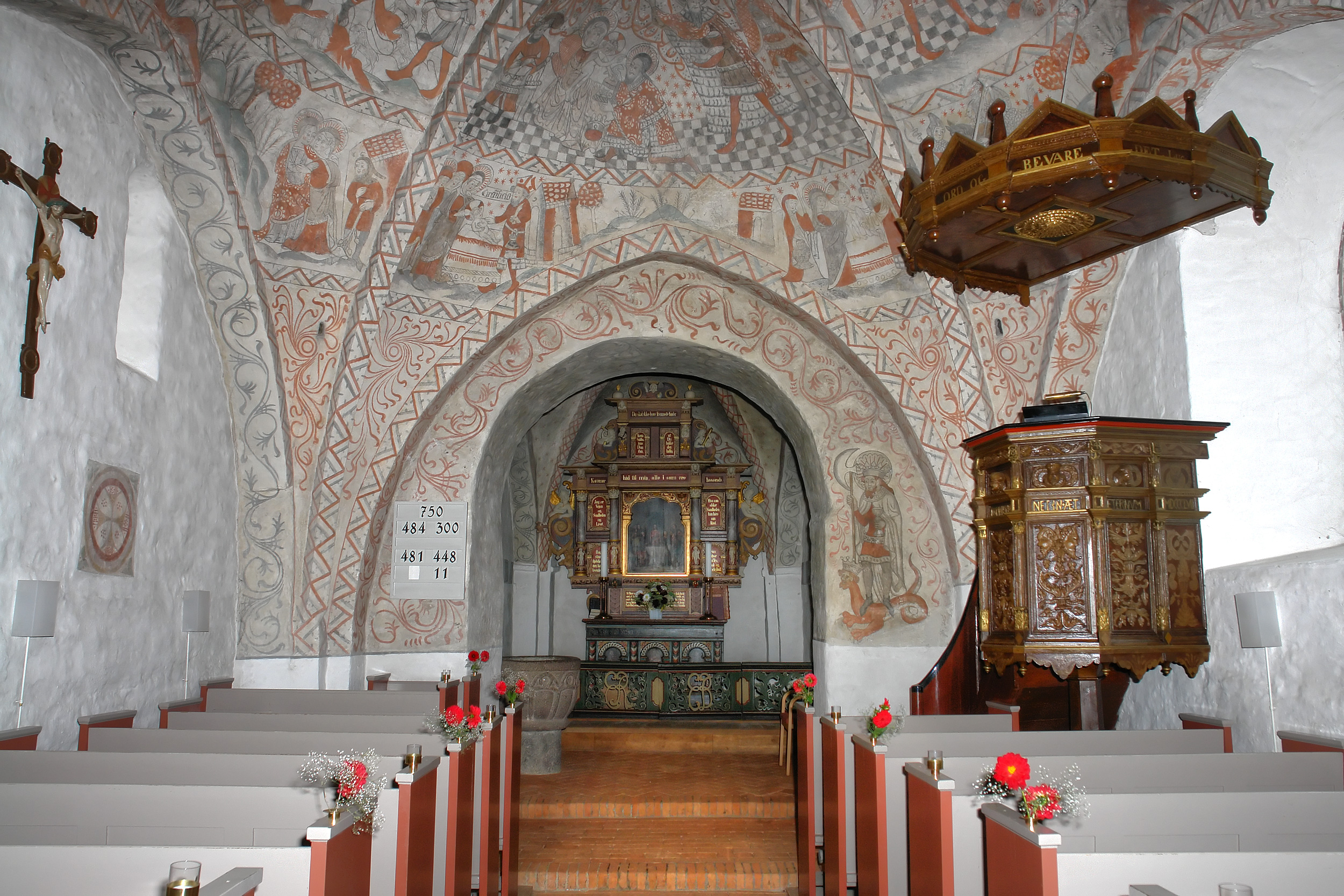
Östliches Gewölbe und Chor

Die evangelisch-lutherische Kirche von Tuse (dänisch Tuse Kirke) gehört zum Kirchspiel Tuse Sogn in der Holbæk Kommune. Die Ortschaft Tuse liegt im Nordwesten der dänischen Insel Seeland (dänisch Sjælland), 7 km westlich von Holbæk. Die ursprünglich romanische Kirche wurde im 15. Jahrhundert erweitert und enthält umfangreiche Kalkmalereien aus dieser Zeit. Kanzel, Altar und weiteres Inventar stammen aus dem 16. bis 17. Jahrhundert. Ein großes Triumphkreuz aus der Zeit um 1250 steht jetzt im Holbæk Museum.

## Kirchengebäude
Die ursprünglich aus Feldstein errichtete romanische Kirche aus der Zeit um 1200 wurde im Mittelalter umfangreich erweitert. Im 15. Jahrhundert wurden gotische Gewölbe im Chor hochgezogen und wenig später zwei Gewölbe zur Verlängerung des Kirchenschiffs. Wo das alte auf das neue Kirchenhaus trifft, zeugt ein großer Strebepfeiler an der Nordseite von einer Abstützung aus statischen Gründen. An der Südseite ist diese Stelle von der Vorhalle (Waffenhaus) verdeckt, die etwa um das Jahr 1500 gebaut wurde. Den Turm im Westen erhielt die weiß gestrichene Backsteinkirche, die mit ihren Treppengiebeln einer typisch dänischen Landkirche gleicht, Anfang des 16. Jahrhunderts – kurz vor der Reformation.

## Ausstattung

### Kanzel

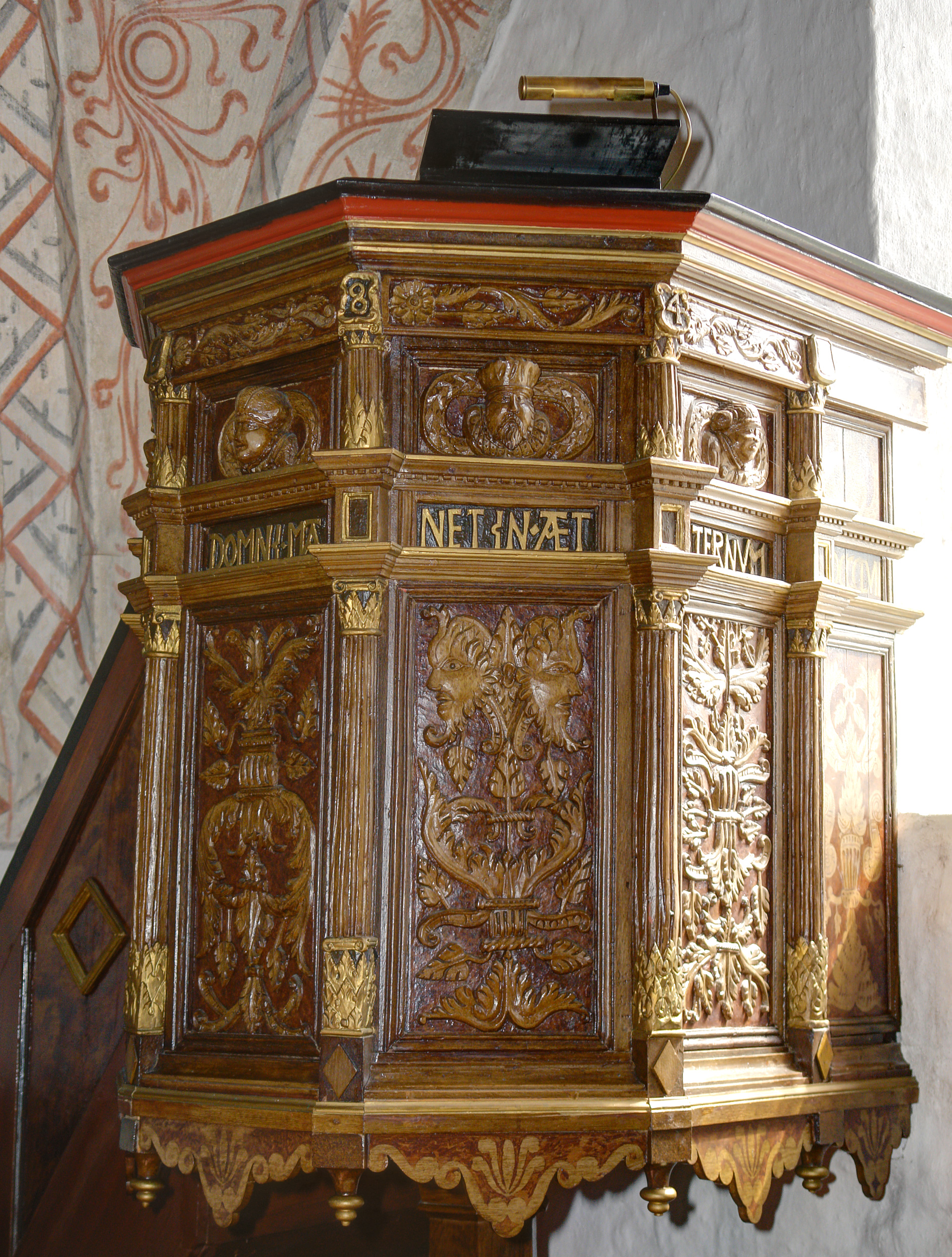
Kanzel von 1584

Die Kanzel aus dem Jahre 1584 hat eine Treppe aus späterer Zeit. In vier großen durch Säulen getrennten Feldern sind Laubwerk und Masken eingeschnitten. Gegen die Wand gibt es ein fünftes Feld ohne Schnitzereien, es ist nur bemalt. Der lateinische Text in den Feldern lautet: „VERBVM DOM(I)NI MANET IN ÆTERNVM“ (Das Wort des Herrn währet ewiglich). Um 100 Jahre falsch ist die am oberen Rand geschnitzte Jahreszahl 1684. Der große in die Fensternische ragende Himmel deutet darauf hin, dass die Kanzel ursprünglich vor dem Chor gestanden hat, wozu es Beispiele auf Jütland gibt. Die Rosette im Himmel ersetzt die sonst übliche Taube als Sinnbild des Heiligen Geistes. Die Angaben 1857 auf dem Altar und 1858 (MDCCCLVIII) an der Kanzel weisen auf eine größere Restaurierung hin.

### Altar

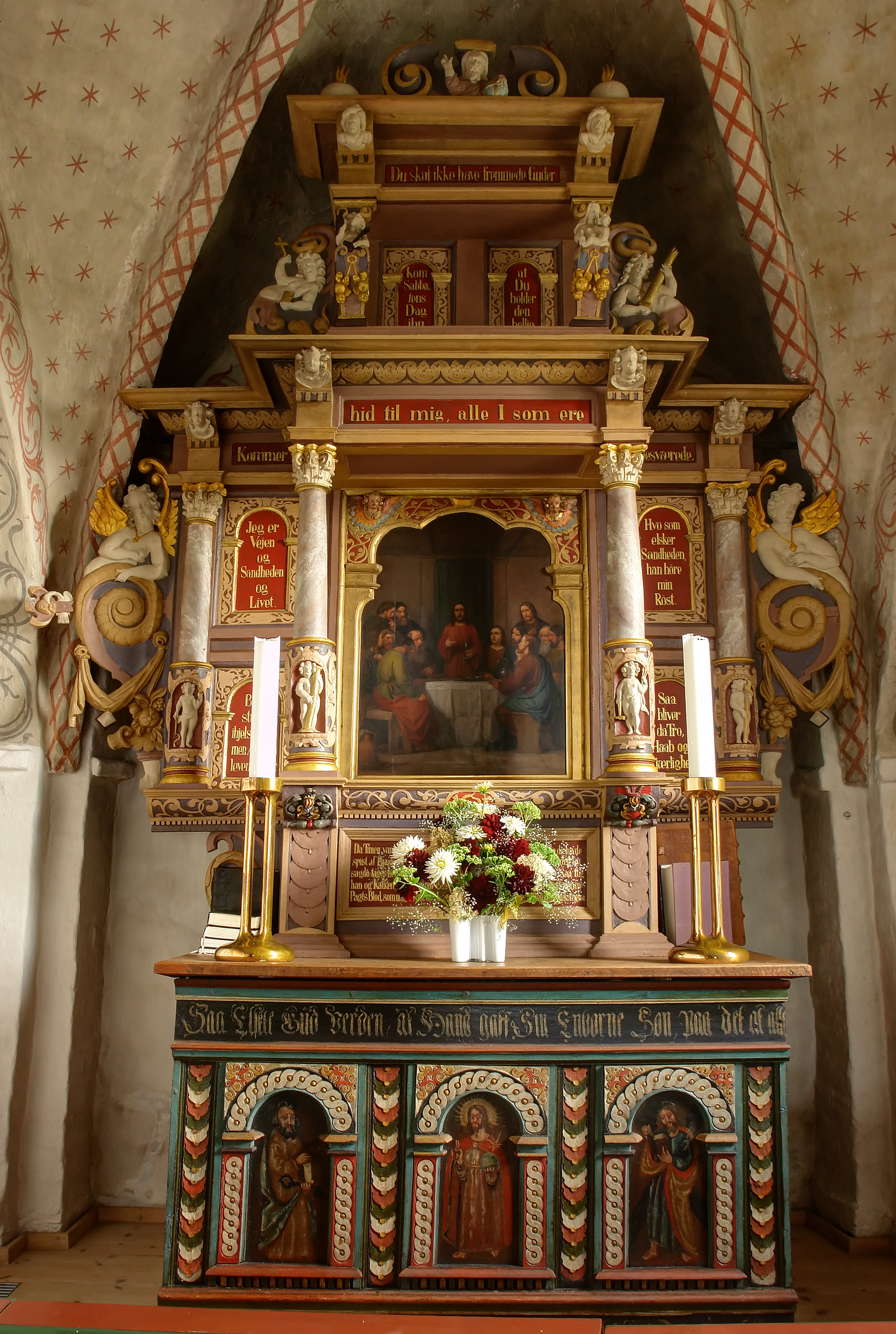
Altartisch aus dem 17. Jahrhundert, Altartafel von 1625

Die Front des Altartisches, mit dem Bild des segnenden Christus mit der Erdkugel in der Mitte, stammt aus dem ersten Quartal des 17. Jahrhunderts. Am linken Bildrand der Apostel Petrus mit dem Schlüssel, auf der rechten Seite ein lesender Mann. Wahrscheinlich der heilige Andreas (hinter ihm ein besonders gestaltetes Kreuz), es könnte sich auch um Paulus handeln, der oft mit dem Buch dargestellt wird. Am oberen und unteren Rand ein Spruchband mit Worten aus dem Johannes-Evangelium 3.16.
Die Altartafel trägt die Jahreszahl 1625. Über der mit Bibelsprüchen bemalten Predella das Altarretabel. Im Mittelfeld vier Säulen mit Frauenfiguren, die Gerätschaften tragen, die bei der Folterung Jesu verwendet wurden: Peitsche und Rute, Marterpfahl, Hammer und Nägel, und das Kreuz. Das Gemälde vom heiligen Abendmahl ist vermutlich 1858 bei einer durchgreifenden Restaurierung eingesetzt worden. Zu beiden Seiten des Mittelfeldes nackte weibliche Figuren.
Über dem Mittelfeld weibliche Allegorien von der Tugend: Gegen Norden (links) die Hoffnung und die Liebe, gegen Süden vom Glauben und von der Stärke. Auf dem südlichen Gesims stand bis in die jüngste Gegenwart eine Figur von Johannes dem Täufer, woraus man gefolgert hat, dass eine ähnliche Figur von Moses auf der Nordseite gestanden hat. Das auf der Tafel variierte Thema ist das Gesetz Moses (die gemalten Gebote) und die Gnade (das heilige Abendmahl). Oben thront der Schöpfer oder Heiland mit dem Erdball, von Flammen umgeben.
Die Tafel trägt die Wappenschilde der wahrscheinlich ursprünglichen Stifter, Alexander Rabe v. Pappenheim und dessen Gattin. Er war 1620 bis 1627 Lehnsmann zu Holbæk. Ursprünglich ist der Altar kaum für diese Kirche vorgesehen gewesen, denn er ist für den Raum fast zu groß. Darum hat man sowohl Tafel als auch Mauerwerk an einigen Stellen reduzieren müssen.

### Weiteres Inventar
Das Taufbecken (um 1300) aus Granit ist glatt gehauen, mit zehn Blendungen und einem zirkelförmigen Ornament. Es ist eine Nachbildung der gotländischen Taufsteine, von denen einer in der Nachbarkirche von Butterup steht. Taufkanne und Altarleuchter sind ganz modern, da sie älteres Kircheninventar ersetzen, das 1981 gestohlen wurde. Bei dem Diebstahl wurde auch die oben erwähnte Figur von Johannes dem Täufer von der Altartafel entfernt.

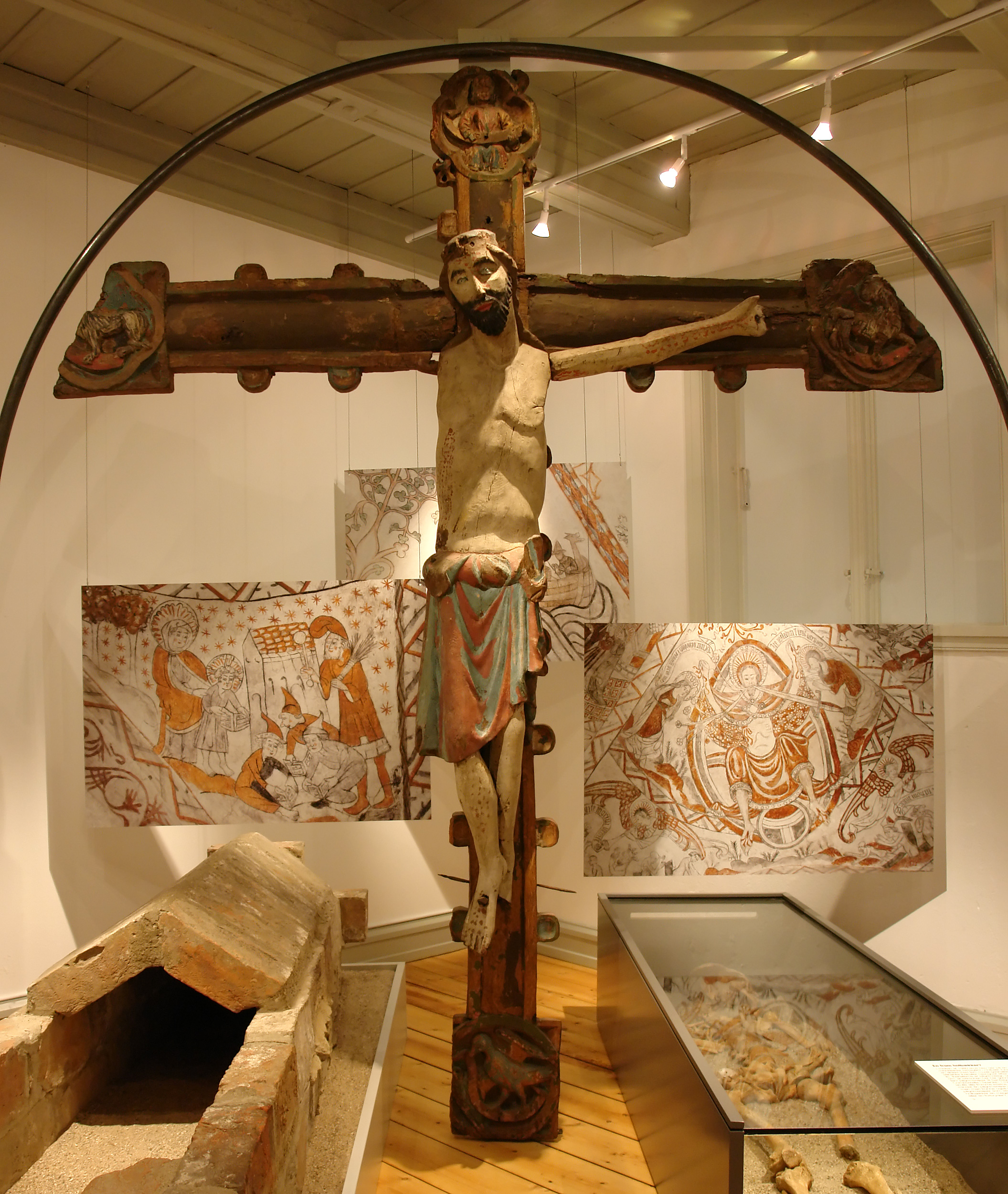
Tuse-Triumphkreuz im Holbæk Museum

Drei Kruzifixe hat die Kirche bis in die jüngere Gegenwart besessen. Das 253 cm große Triumphkreuz aus der Zeit um 1250 steht jetzt im Holbæk Museum. Aus dem ersten Viertel des 16. Jahrhunderts ist das Kruzifix an der nördlichen Wand. Die beiden Glocken stammen aus den Jahren 1626 und 1761.
Die Orgel von 1990 aus P. G. Andersen & Bruhn|Poul-Gerhard Andersen's Orgelbyggeri hat sechs Register, ein Manual und Pedal.

## Wandmalereien
Um 1460–80 hat die Isefjordwerkstatt eine Ausmalung angefertigt, die vermutlich die Wände und die Gewölbe von Chor und Schiff bedeckt hat. Von den Wandmalereien sind nur zwei Bilder erhalten, während die Bilder im Gewölbe – bis auf den Chor – fast intakt sind. Die Isefjordwerkstatt hat eine Reihe von Bemalungen in seeländischen Kirchen ausgeführt. Als Vorlage diente die lateinische Bibel des armen Mannes, die auch Heiligendarstellungen und moralische Allegorien enthielt. Umgesetzt wurden sie in die charakteristischen Darstellungen, worauf Personen in zeitgenössischen Trachten auftreten – die Guten sind froh und rundbäckig, die Bösen sehr verdächtig. Auf besondere Weise wird gezeigt, dass eine Handlung drinnen spielt: Zu den Ereignissen vor den Häusern wird ein gewürfelter Teppich gemalt. Die Farben sind schwarz, grau und besonders rote Abtönungen.
Nach Voruntersuchungen in den Jahren 1888–1889, ob die übergestrichenen Kalkmalereien wiederhergestellt werden können, begann 1890 die Restaurierung.

### Chor-Gewölbe
Es war bekannt, dass an der Chordecke einmal die Schöpfungsgeschichte dargestellt war, aber wegen der hier nur noch in Resten erkennbaren Bilder wurde eine Wiederherstellung nicht versucht. So hat man die Ausschmückung mit Sternen und Ranken im ursprünglichen Stil erhalten und sie auf das ganze Gewölbe übertragen.
An der Triumphwand – der Mauer zwischen Schiff und Chor – ist an der Südseite ein Bild vom heiligen König Olav mit der Axt des Kriegers und dem Kelch der Kirche erhalten, der die gekrönte Midgardschlange des Heidentums mit Füßen tritt. Man hat das Bild stark restaurieren müssen, aber dessen Platzierung deutet an, dass er als Schutzpatron der Kirche hier einen Altar gehabt hat.

### Östliches Gewölbe

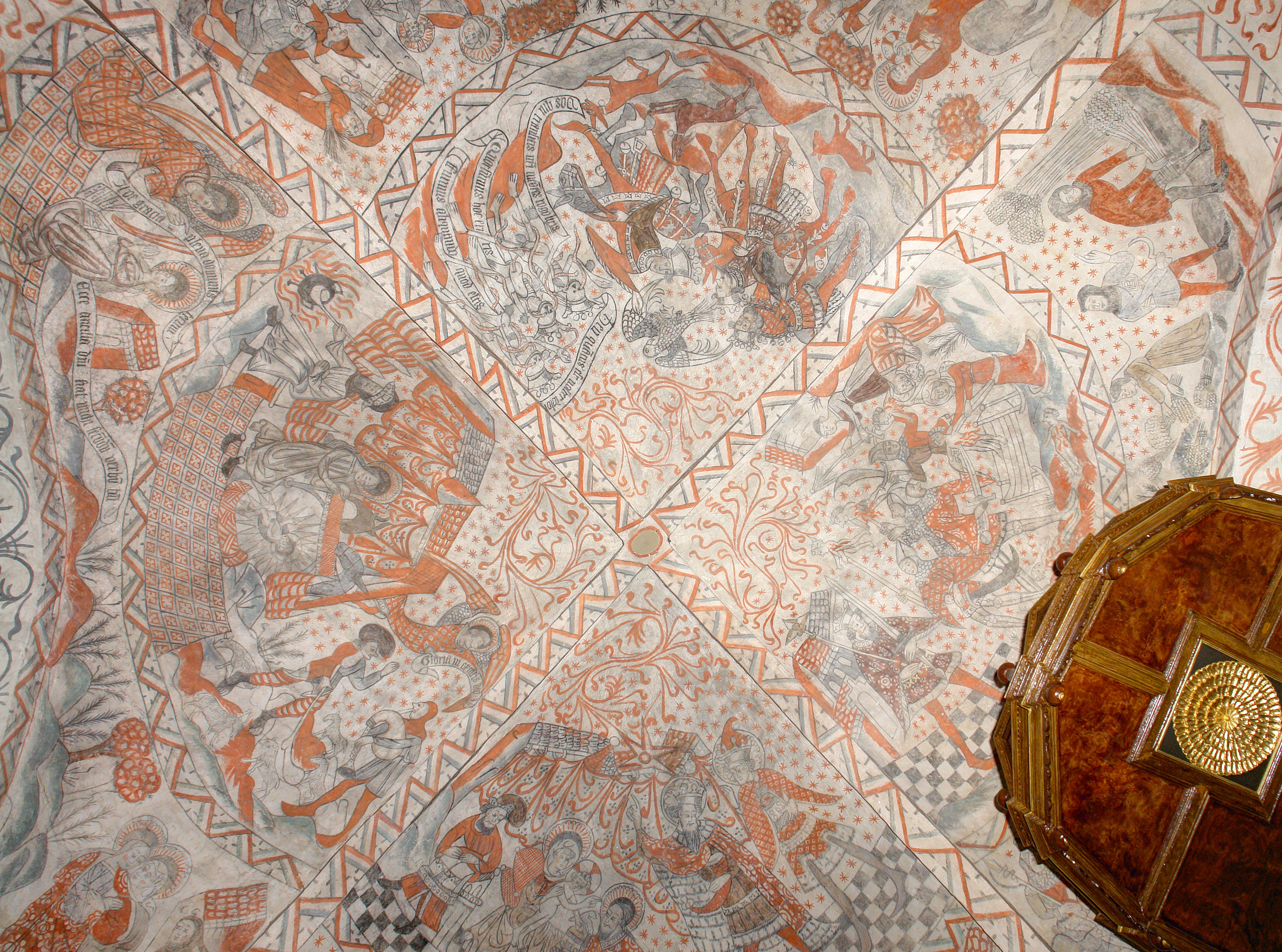
Östliches Gewölbe

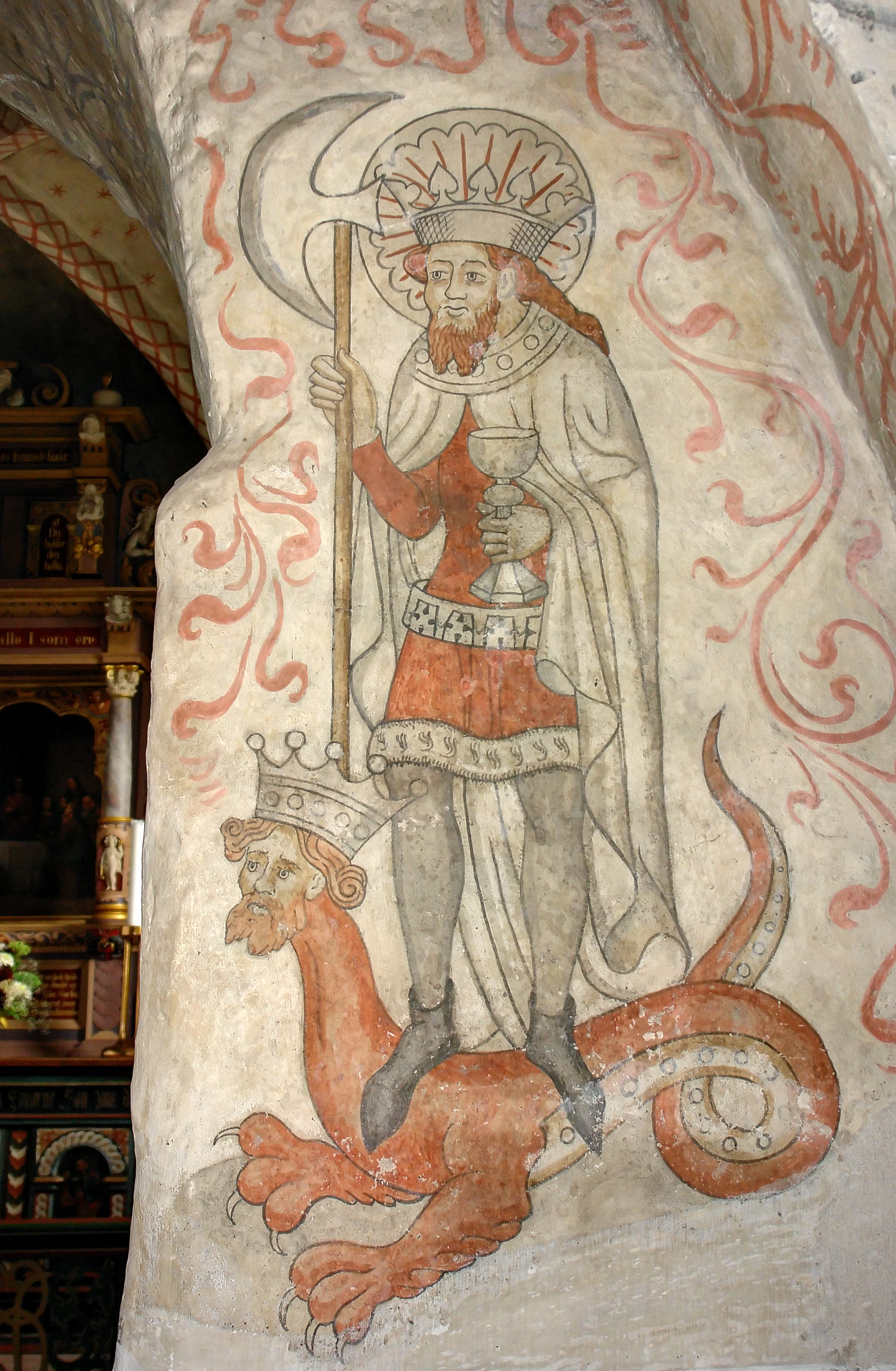
König Olav und die gekrönte Midgardschlange

Die Geschichte von der Kindheit Jesu ist im östlichen Gewölbe des Schiffes dargestellt. Der übrige Teil seines Lebens, insbesondere Szenen aus der Passion, befanden sich an den Wänden. Auch diese Bilder waren zu schlecht erhalten um sie Ende des 19. Jahrhunderts wiederherzustellen. Die Szenen, beginnend mit der nördlichen Kappe (gegenüber der Kanzel):
- Geburt Jesu im Stall mit Ochse und Esel. Links Joseph (der das Kindelbier vorbereitet) und Sackpfeife spielende Hirten mit Engeln. Auf dem Spruchband steht: „Gloria in excelsis Deo“ (Ehre sei Gott in der Höhe). Darunter zwei Motive, die mit Marias Schwangerschaft zu tun haben. Der Erzengel Gabriel verkündigt der werdenden Gottesmutter die bevorstehenden Ereignisse (Lk 1,28 EU): „Ave gracia plena dominus tecum“ (Sei gegrüßt, Du Hochgebenedeite, der Herr ist mit Dir) und Maria antwortet (Lk 1,38 EU): „Ecce ancilla d(omi)ni fiat michi secu(n)du(m) verbu(m) tuu(m)“ (Siehe, ich bin des Herrn Magd, es wird mir nach Deinem Wort ergehen). Rechts im Bild die Heimsuchung: Maria trifft ihre ältere Verwandte, Elisabeth, die gleichzeitig mit Johannes dem Täufer schwanger ist. Der Mann mit dem blühenden Stab ist Joseph, der Bräutigam Marias.
- Hauptbild ist die Anbetung der Könige, die ihre Geschenke bringen: Herrschaft (symbolisiert durch die Krone) und Reichtum. Im Hintergrund Joseph, der in seinen Schrein einkassiert. Auf dem kleinen Bild links wird die Beschneidung Christi dargestellt, auf dem Schriftband: „Circu(m)cisio“. Die Operation ist nicht als eine besonders jüdische Sitte aufgefasst, sondern wird hier von einem christlichen Bischof mit einem gewaltigen Messer durchgeführt, als Symbol der späteren Leiden Christi. Rechts wird Jesus im Tempel vorgeführt, hier als eine christliche Kirche aufgefasst, die den Leuten vertraut war.
- Der Kindermord in Betlehem, dargestellt mit zwei Örtlichkeiten: In Jerusalem gibt König Herodes seinen Soldaten den Befehl, alle Knaben in der Geburtsstadt Jesu zu töten und dieser Mord wird in den übrigen Bildern geschildert. Das rechte Seitenbild erzählt vom Saatkornwunder, das während der Flucht nach Ägypten stattfand.
- Begegnung von drei lebenden und drei toten Königen. Gezielt wird die Nichtigkeit des Erdenlebens betont und die Toten mit ihren Würmern und Maden sprechen die Lebenden an: „Vos qui transitis n(os)t(r)i me(m)ores rogo sitis“ (Ihr, die ihr vorüberzieht, ich bitte Euch: Gedenkt unsrer), sagt der Erste. Der Zweite: „Quod sumus hoc eritis“ (Was wir jetzt sind, sollet Ihr einmal werden) und der Letzte: „Fuimus aliquando quod estis“ (Wir waren einmal das, was Ihr jetzt seid). Über ihren Köpfen liest man: „Heu qua(n)tus est noster dolor“ (Ach, unser Schmerz ist groß). An den Seitenbildern setzt die Kindheit Jesu sich fort: links noch einmal die Flucht nach Ägypten. Maria reitet auf dem Esel. Rechts muss Jesus in die Schule kommen und wird von Maria dorthin gebracht. Der Schulmeister mit Stock und Rute. Wie die übrigen Schüler hält Jesus ein Buch in der Hand, hat aber eine Glorie um den Kopf, wogegen die anderen Zipfelmützen aufhaben.[1][2]

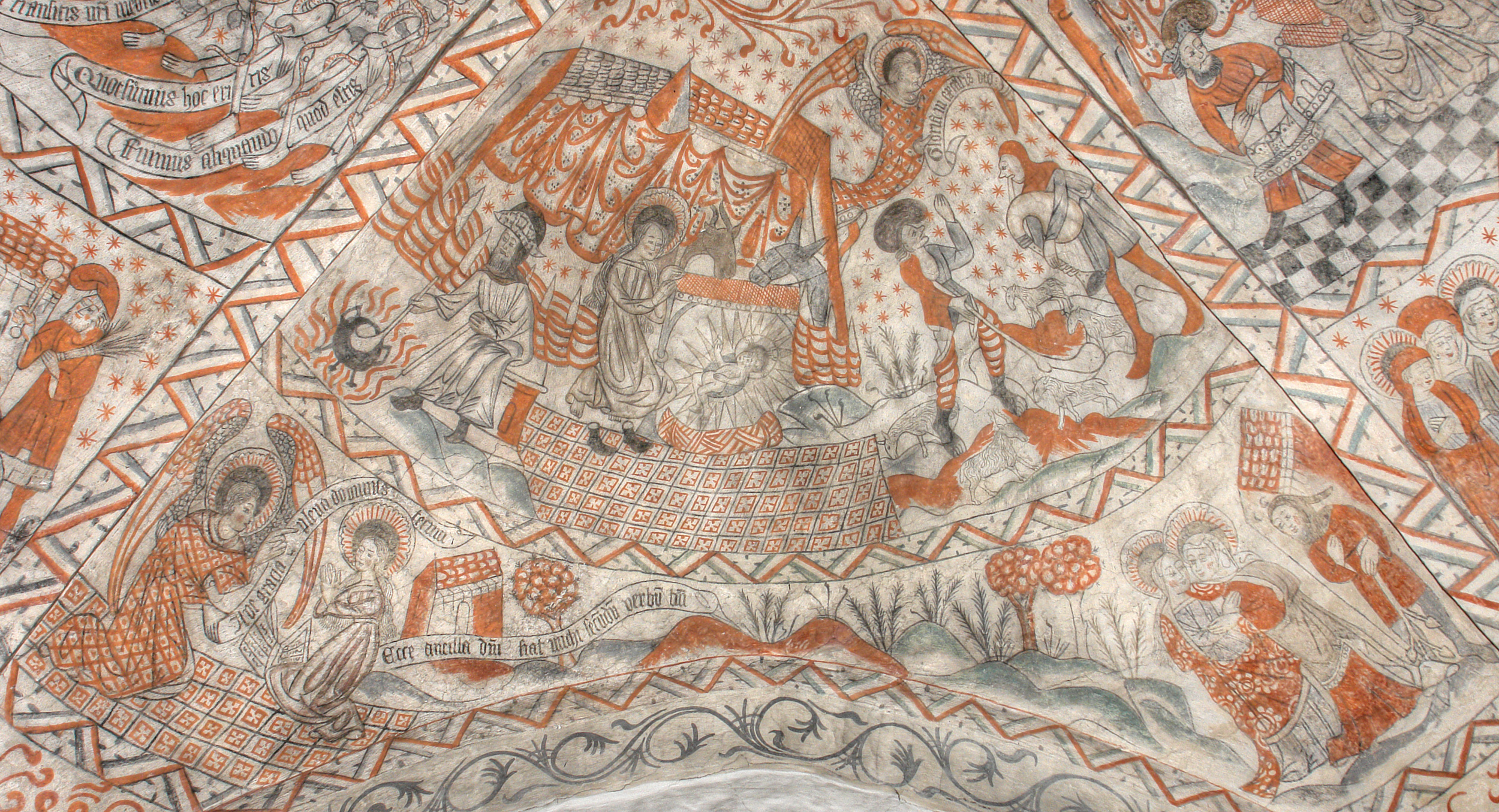
Geburt Jesu im Stall
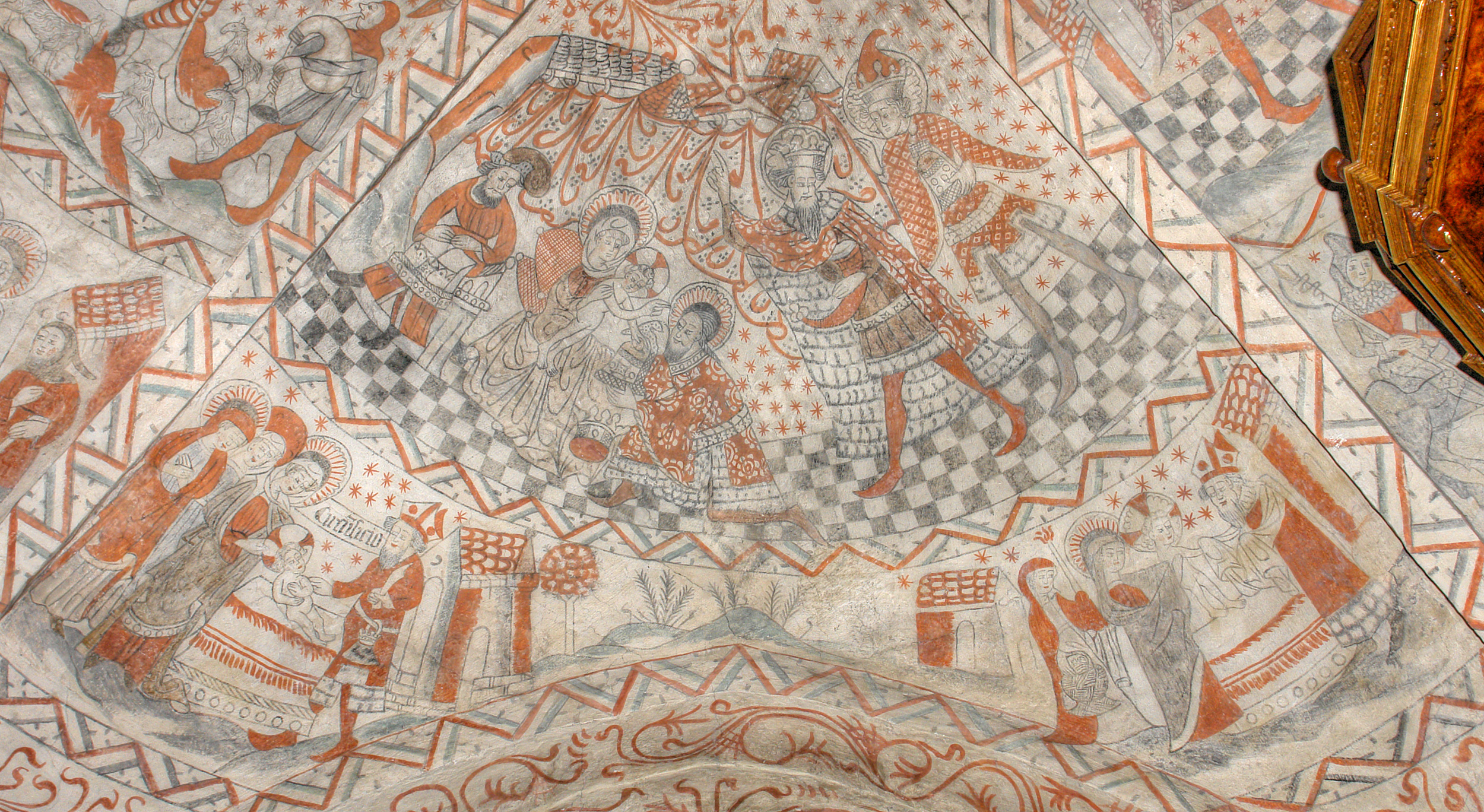
Anbetung der Könige
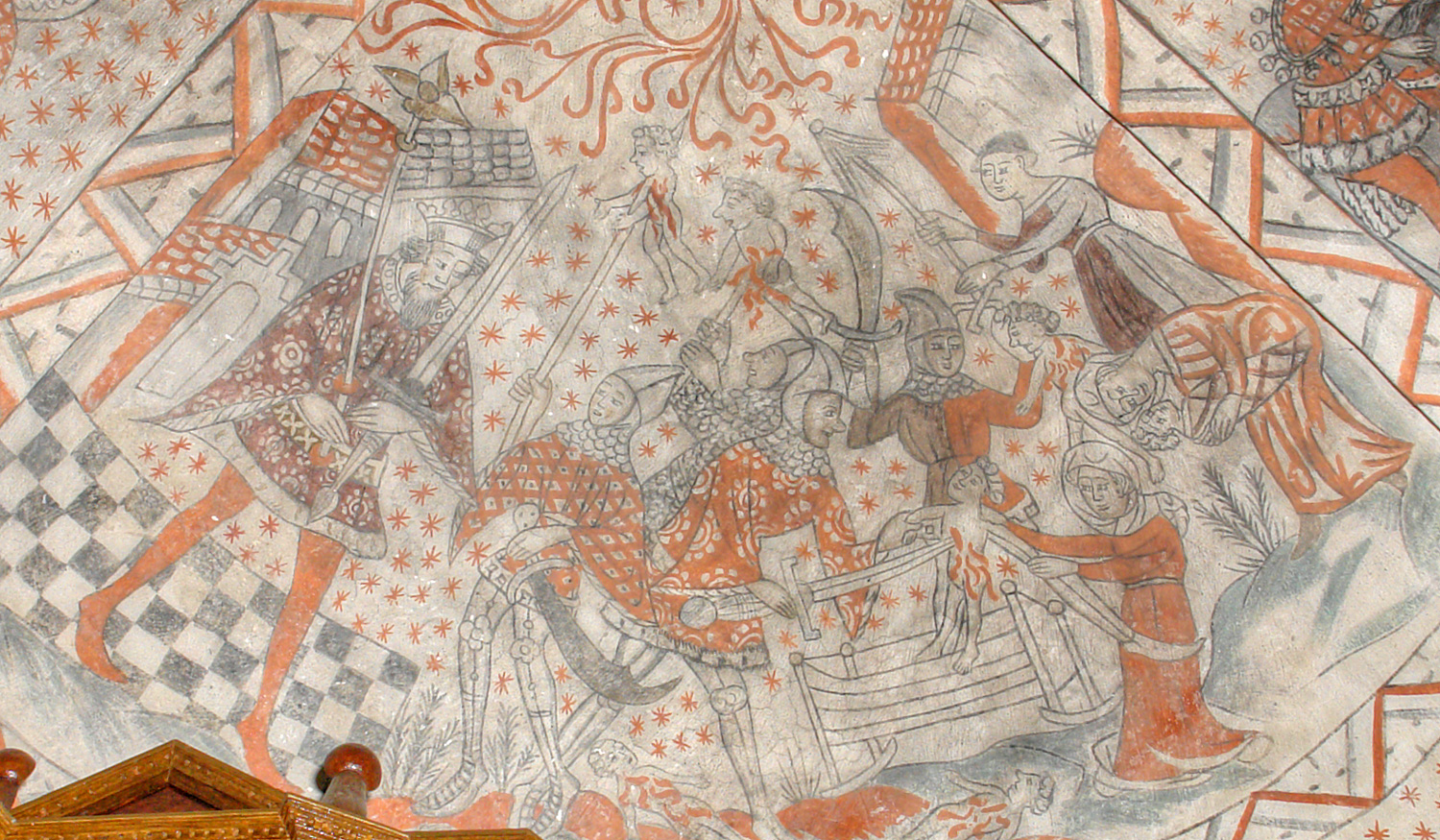
Kindermord in Betlehem
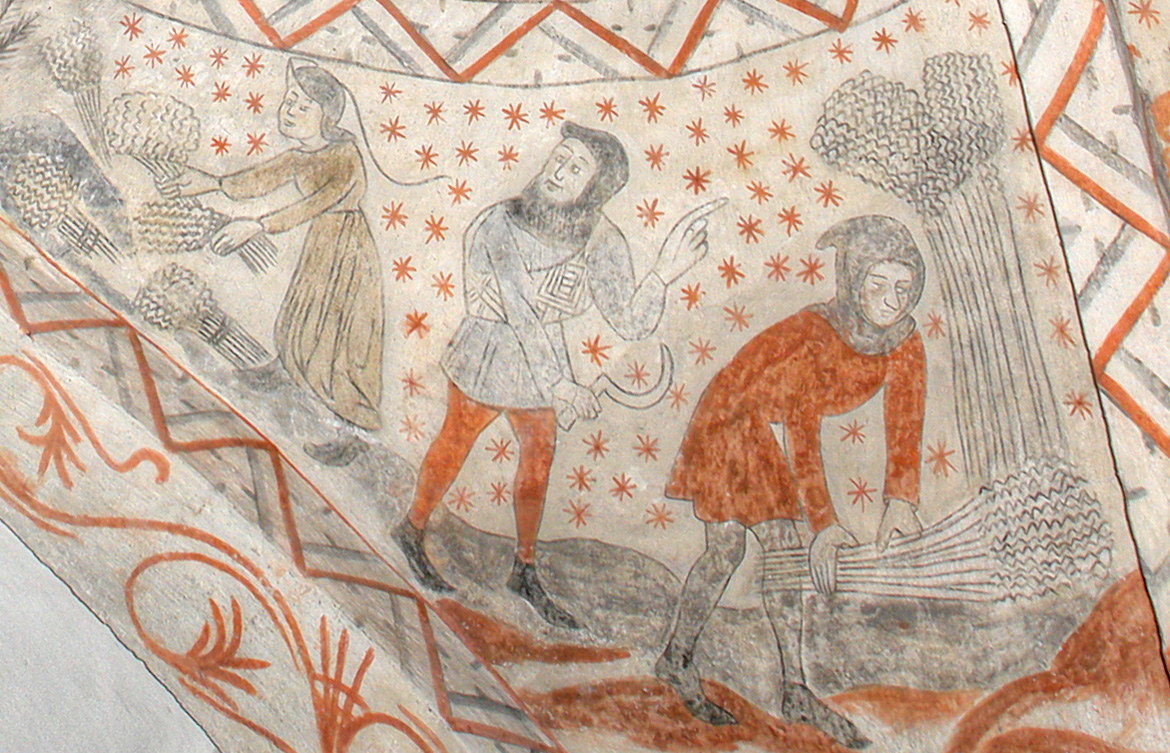
Saatkornwunder
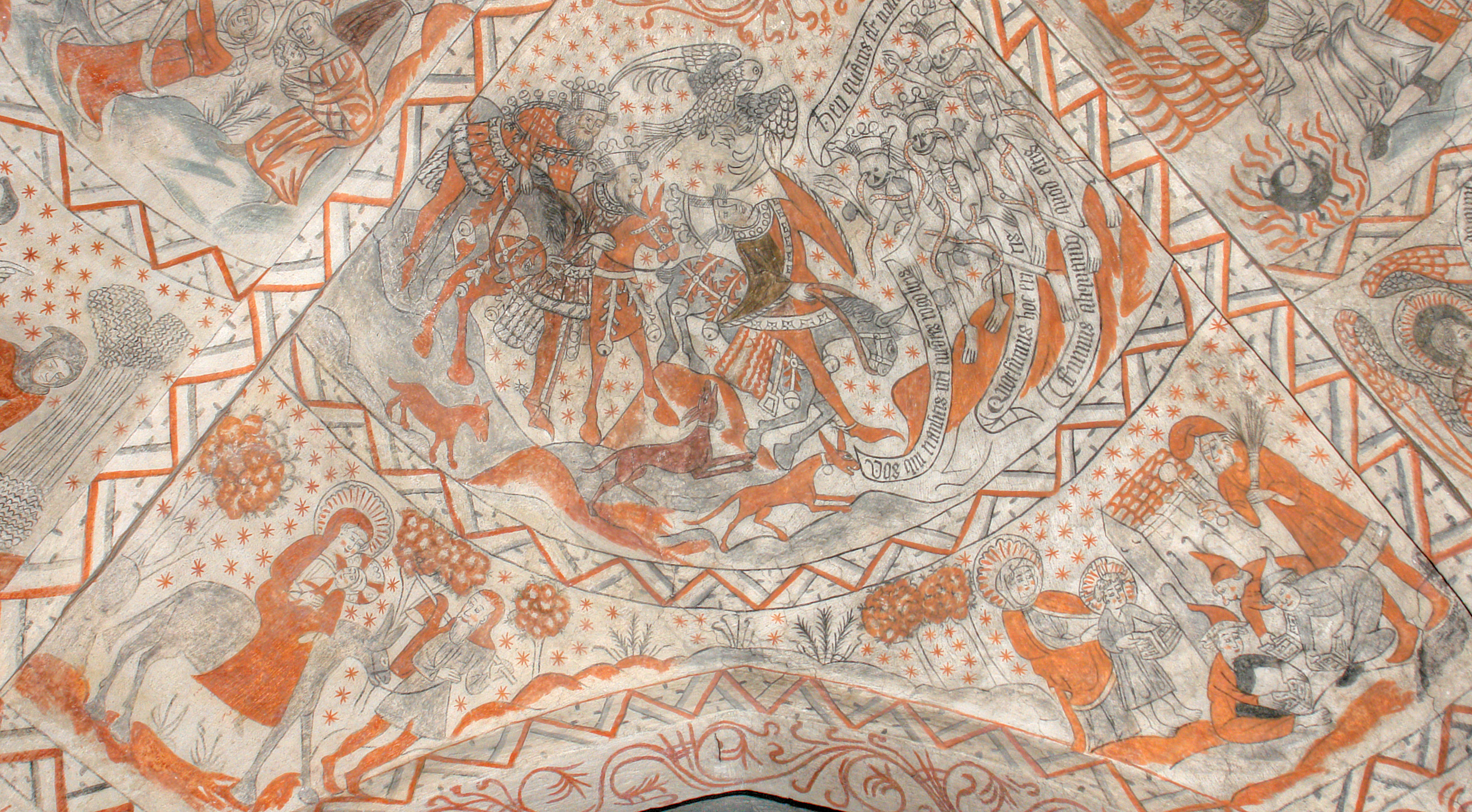
drei Lebende und drei Tote

### Westliches Gewölbe

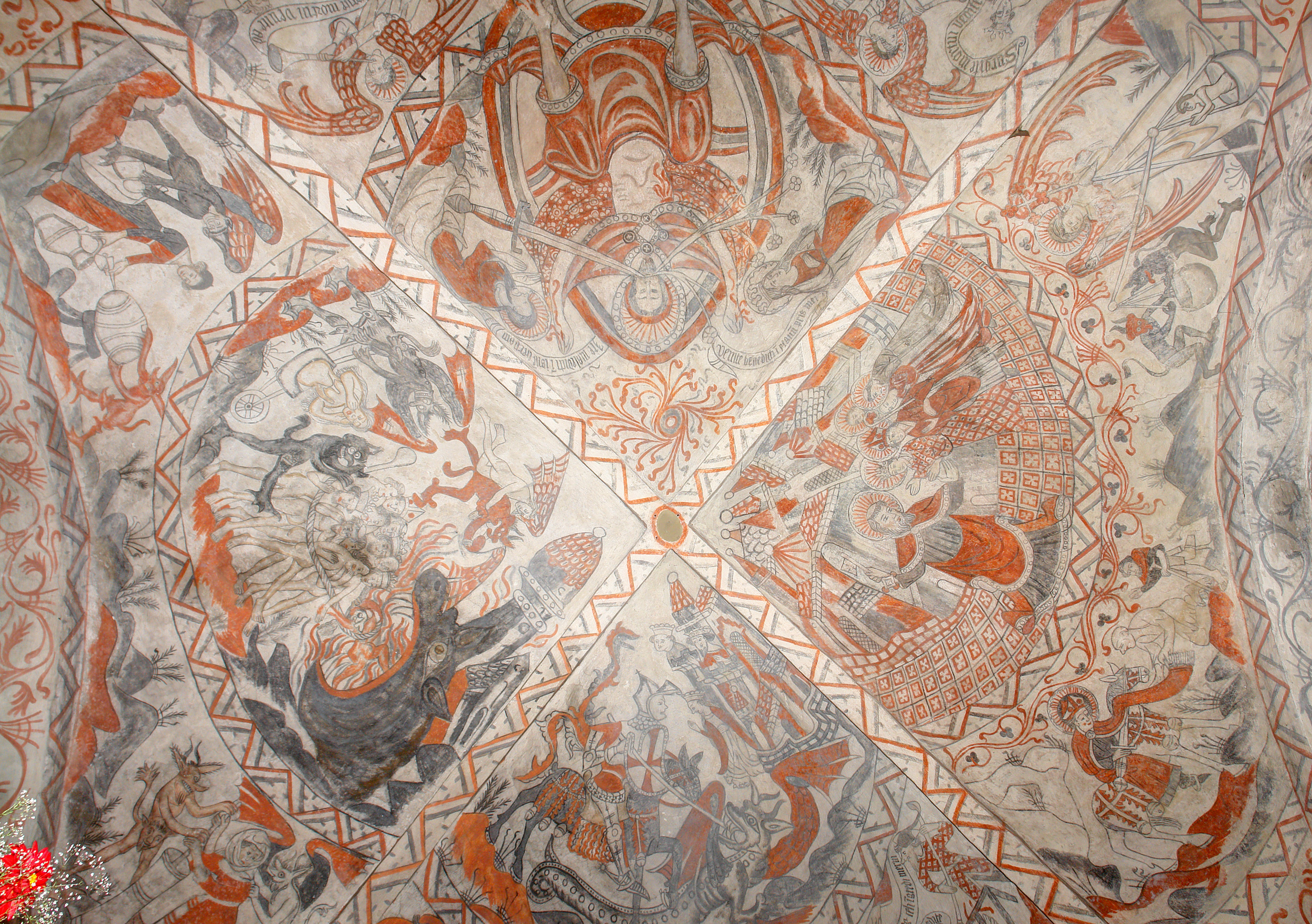
Westliches Gewölbe

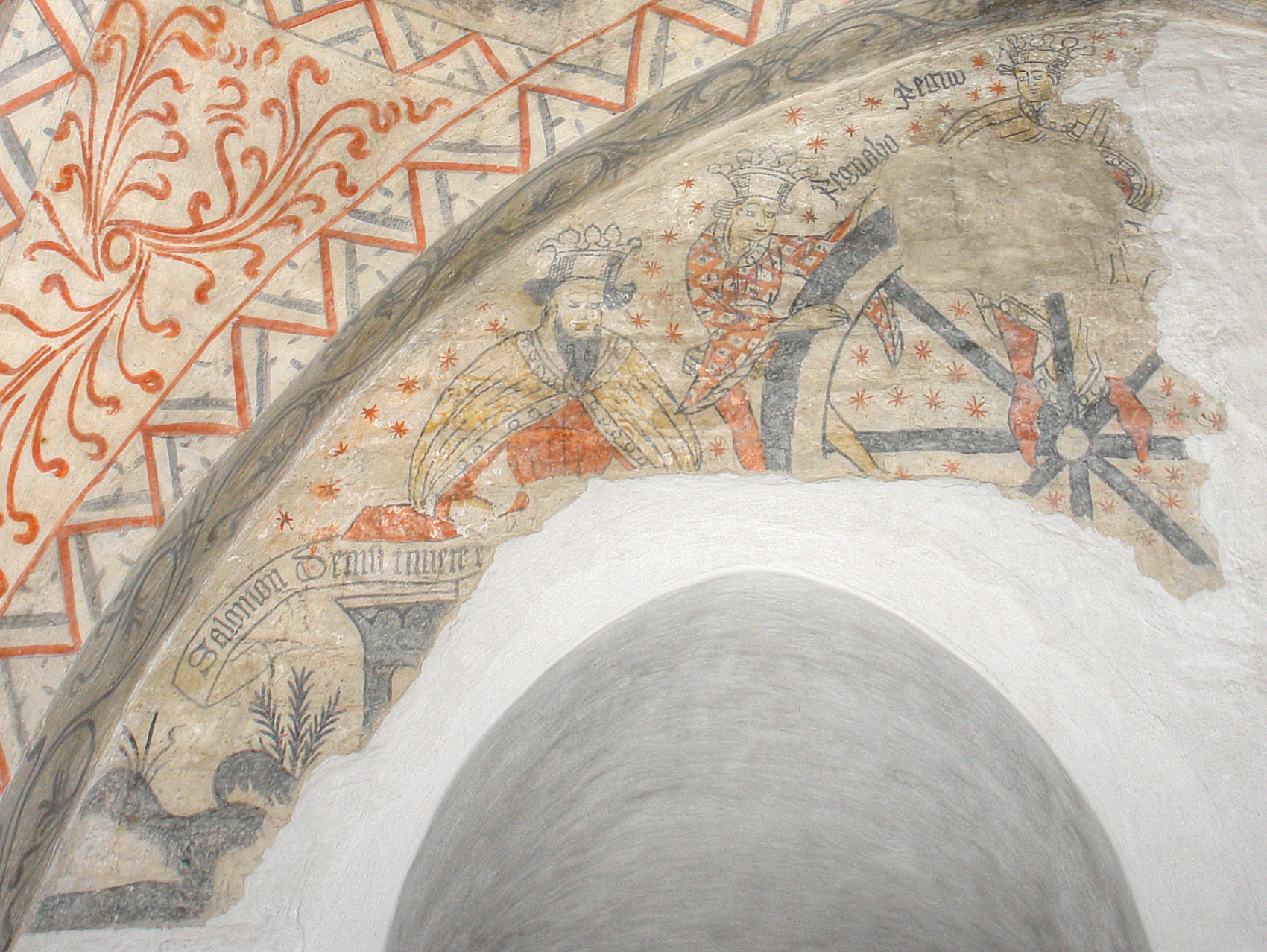
Das Glücksrad

Im westlichen Gewölbe – vor dem Turm, der keine Malereien aufweist – wird die Zeit der Kirche dargestellt, mit ihren Heiligen, dem Alltagsleben, Himmel und Hölle:
- Jesus, der am Jüngsten Tag auf dem Richterstuhl thront, in einem großen mandelförmigen Heiligenschein mit der Weltkugel vor seinen Füßen. An der einen Seite steht Maria, an der anderen der Apostel Johannes. Jesus zeigt seine fünf Wunden vor, und aus seinem Mund stehen nach der einen Seite die Lilie der Gnade und rechts das Schwert des Zorns. An der Lilienseite sagt der Text: „Venite benedicti i(n) regnu(m) p(at)ris mei“ (Kommt Ihr Gesegneten in das Reich meines Vaters), während die Anderen diese Worte bekommen: „Ite maledicti i(n) igne(m) eternam“ (Hebet Euch weg, Ihr Verdammten, zum ewigen Feuer). Unter ihm sind Auferstandene dargestellt, von Posaunenengeln erweckt. Ihr Befehl lautet: „Surgite mortui venite ad“ (Steht auf Ihr Verstorbenen, und kommt zu) – für die Worte „Gottes Gericht“ ist hier kein Platz geblieben.
- In den Höllenrachen treiben Teufel jene Seelen, die zur ewigen Pein hin müssen. Es können sowohl Könige als auch Bischöfe und Mönche sein. Wer nicht selber gehen will, wird auf dem Mistkarren gefahren, oder im Flug gebracht. Die kleinen Bilder darunter zeigen ein paar alltägliche Szenen: links Bierbrauen, und rechts Buttern, aber teuflisch verzerrt: Die Bierdame füllt Bier ab, wird aber selbst von einem Teufel gezapft, rechts helfen ein paar Teufel der Frau bei der Arbeit. Sind es Zauberinnen oder findet man hier eine Warnung an die Frauen: Bleibt auf dem Pfad der Tugend, sonst könnt ihr sehen, wie es Euch ergehen wird.
- Gegenüber die himmlische Stadt. Hier steht der heilige Petrus mit dem Schlüssel und empfängt die Seligen. Darunter zwei Beispiele dafür, wie man dorthin kommt: Der heilige Martin von Tours gibt die Hälfte seines Mantels an einen armen Bettler und auf der anderen Seite der heilige Michael wiegt die Seele auf gegen ihre Werke, während ein paar Teufel versuchen, die Waagschale herunterzudrücken.
- Der Kampf des heiligen Georgs mit dem Drachen, während die Prinzessin (mit Lamm) und ihre wohlwollenden Eltern ihm zusehen. Unter ihm mehrere blutige Heiligendarstellungen: Rechts der heilige Laurentius auf dem Rost, von drei energischen Teufeln gefoltert. „Assatus sum. Com(m)edite“ (Ich bin gar, bedient Euch), sagt der heilige Mann zu seinen Henkern, während er von ganzem Herzen und an Gott gewandt ausruft: „Gr(ati)as tibi ago d(omi)ne ih(es)u christe qv(ia) portas celi i(n)gredi merui“ (Ich danke Dir Herrgott Jesus Christus, weil ich durch das Tor des Himmelreiches eingelassen werde). Auf der anderen Seite zerren die Henker dem heiligen Erasmus das Gedärm aus dem Leib, wobei er nur verschmitzt lächelt.[1][2]

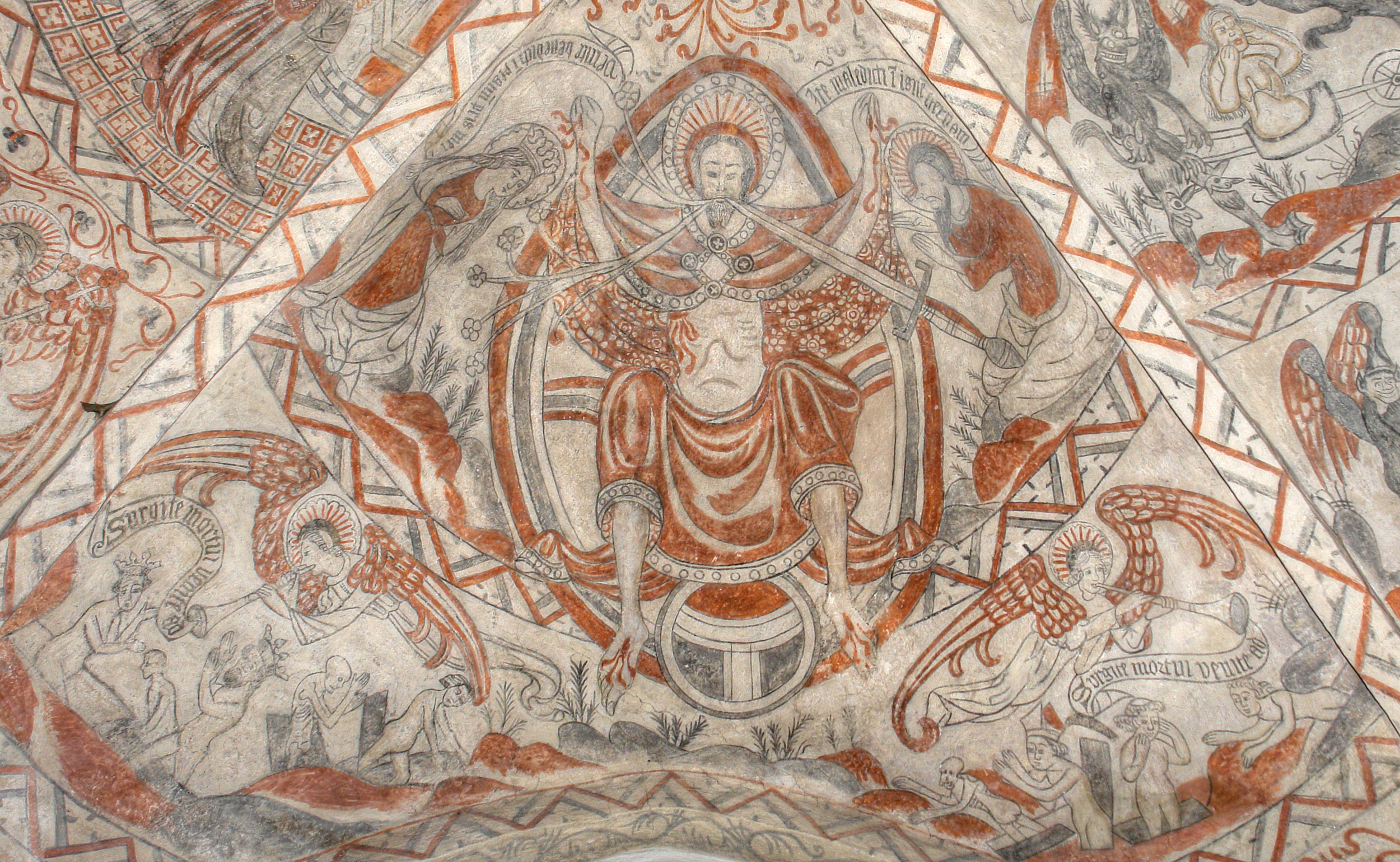
Jesus in der Mandorla
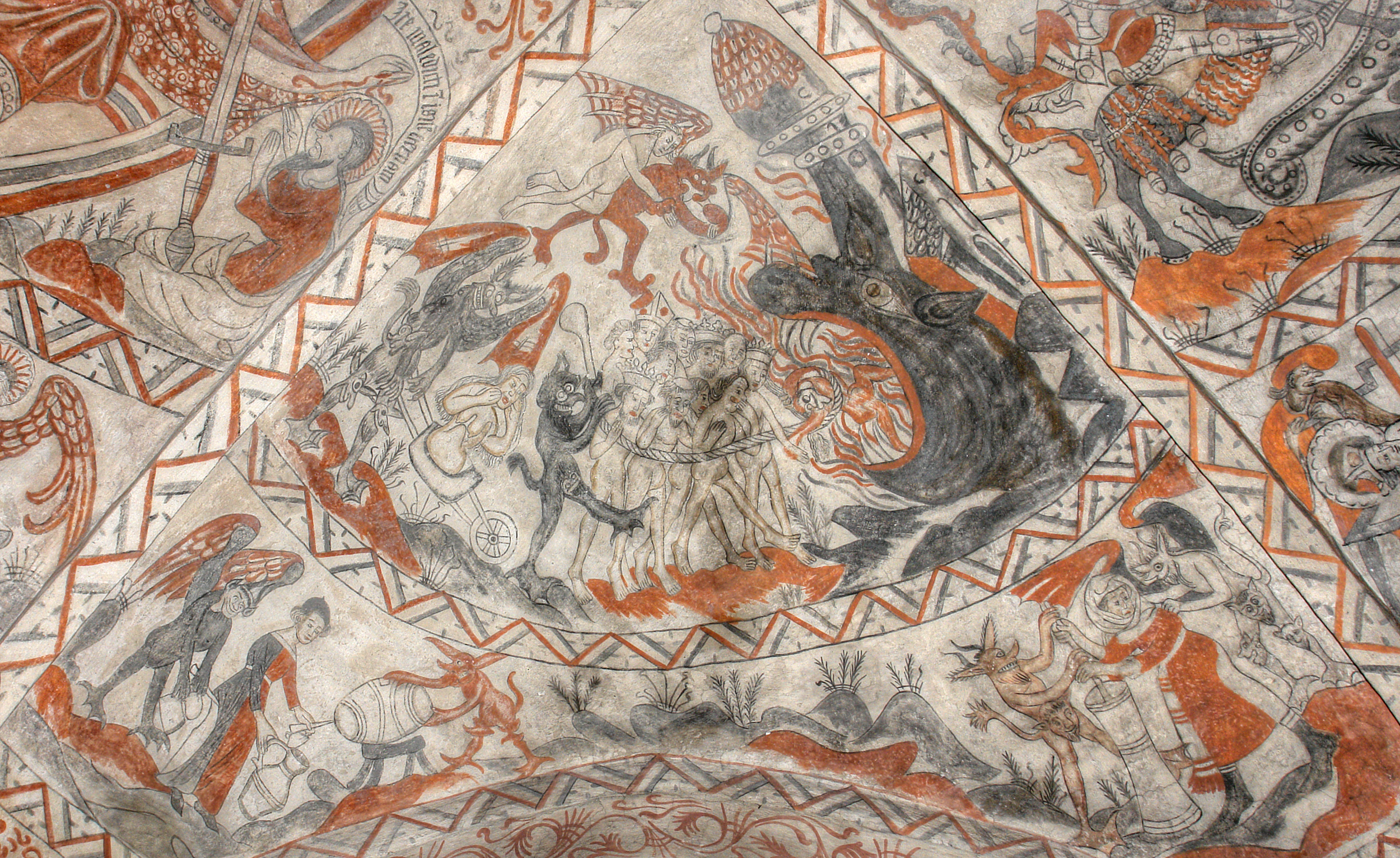
Höllenrachen
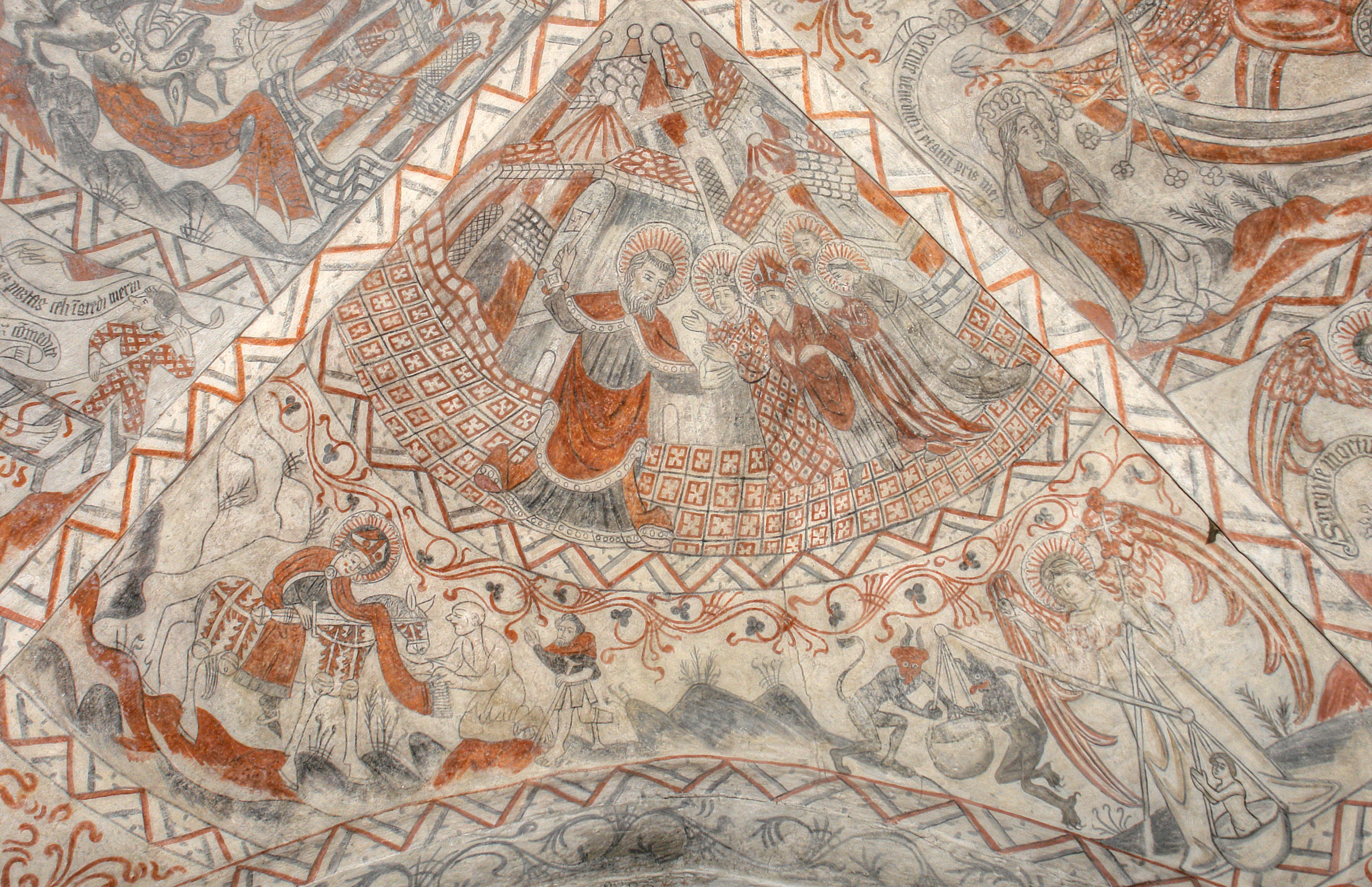
Himmlische Stadt
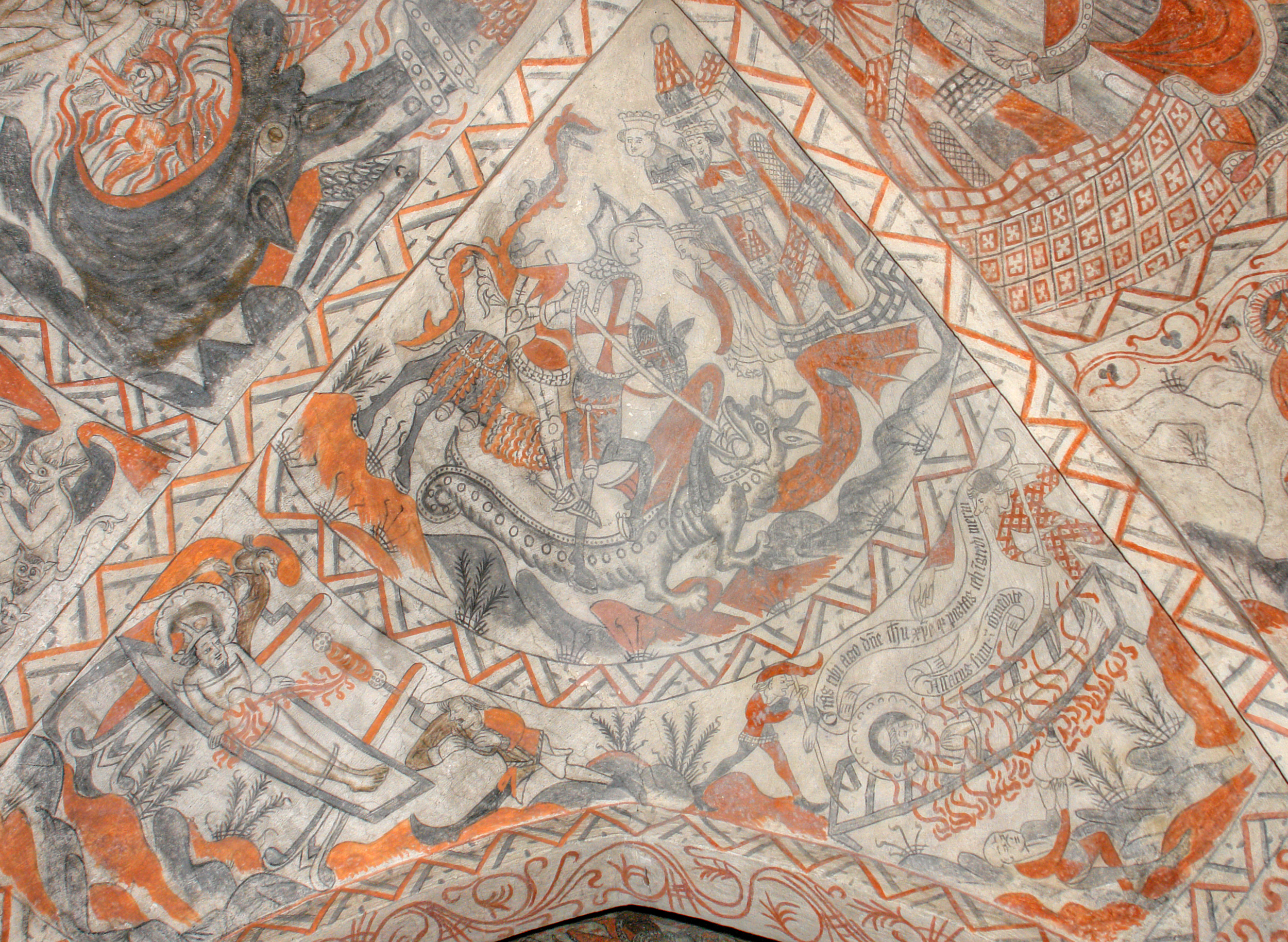
Georg als Drachentöter

### Wand der Westseite

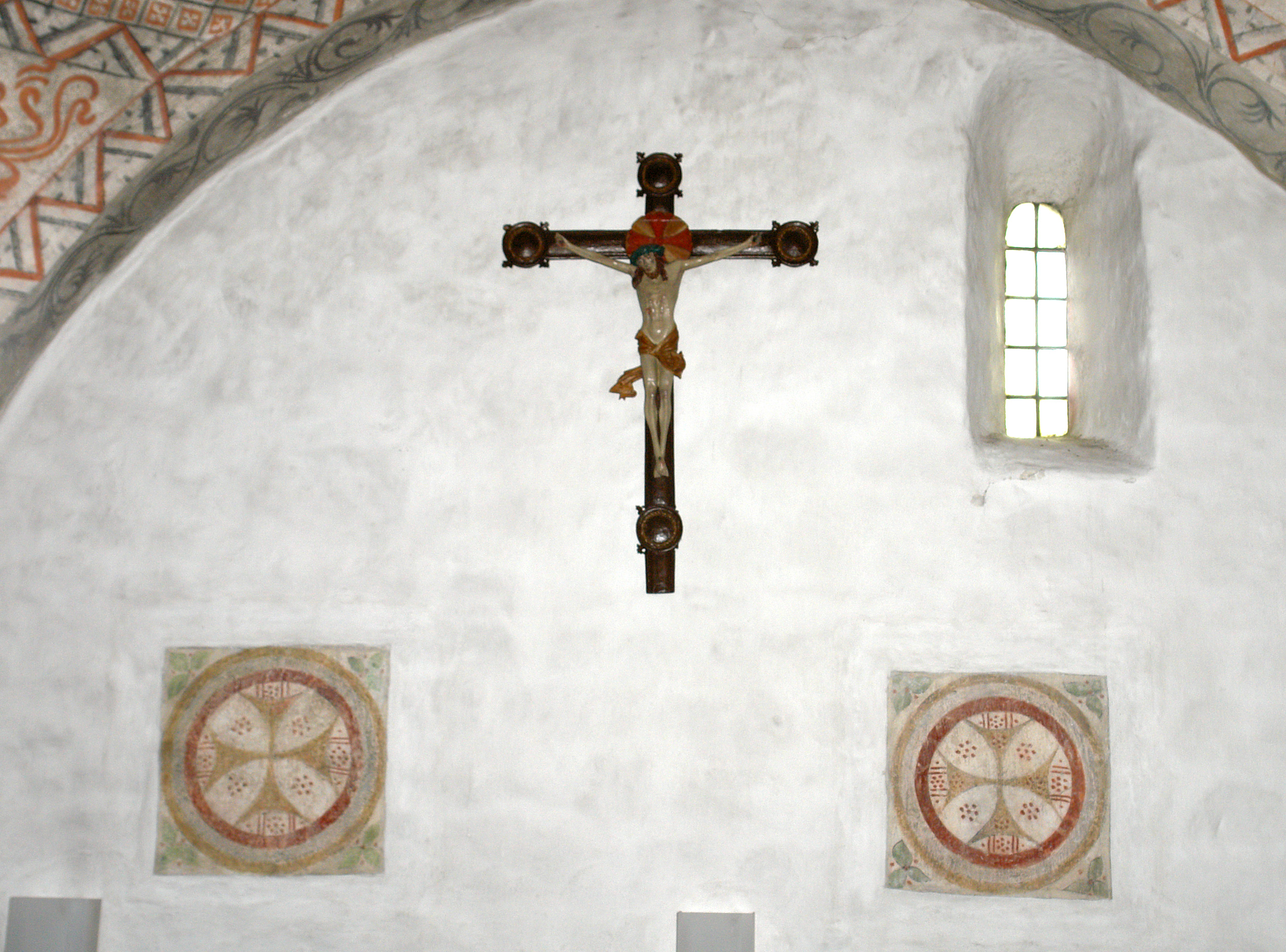
Weihekreuze

Oberhalb der alten Männertür an der Westseite des Schiffes gibt es ein paar Fresken, die jüngst restauriert wurden. Das Hauptstück ist das sogenannte Glücksrad: der König auf dem Weg nach oben – „regnabo“ (Ich werde regieren) – und der König auf den Zinnen seiner Macht – „regno“ (Ich regiere) – sind erhalten, aber nicht die beiden Bilder des Niedergangs und der Vergänglichkeit. Zur Linken sieht man ein Spruchband, an dem nur der Name „Salomon“ bei der Restaurierung zuverlässig zu lesen war.

### Weihekreuze
An den Wänden in der Kirche gibt es eine Reihe Weihekreuze, die vermutlich an Stellen gemalt wurden, die vom Bischof mit Weihwasser besprengt wurden, anlässlich Kircheneinweihungen, etwa nach einem größeren Umbau, wie im 16. Jahrhundert nach dem Bau des Turms.